# Thomas Pynchon
Thomas Ruggles Pynchon Jr. (IPA: [ˈpɪntʃɒn] o anche [ˈpɪntʃən]) (Glen Cove, 8 maggio 1937) è uno scrittore statunitense.
Riconosciuto quale uno dei massimi esponenti della letteratura postmoderna, con una vasta influenza sugli autori delle generazioni seguenti, si segnala non solo per la prosa labirintica e complessa, caratterizzata dall'amalgama dei più disparati generi e sottogeneri letterari e la continua intersecazione tra cultura alta e cultura bassa, ma anche per la categorica avversione ad apparire in qualità di personaggio pubblico: le sue poche foto disponibili risalgono tutte al periodo scolastico e al servizio nella marina militare e per questo suo atteggiamento schivo è stato spesso paragonato a J. D. Salinger. La sua narrativa, etichettata di volta in volta con le categorie del massimalismo, dell'Avantpop e del realismo isterico, è oggetto di un vero e proprio culto da parte dei fan. Ogni anno Thomas Pynchon viene indicato come possibile candidato al Premio Nobel per la Letteratura, riconoscimento che puntualmente non riceve (un caso analogo a quello del collega Philip Roth).
Pynchon è anche apparso in alcuni filmati amatoriali, in una foto del 2019 che ritrae l'anziano scrittore in strada con il figlio Jackson e forse in un cameo nel film del 2014 Vizio di forma, tratto dal suo omonimo romanzo (sebbene quest'ultima asserzione risulti alquanto controversa e probabilmente errata.). Ha inoltre partecipato come doppiatore di sé stesso ad alcuni episodi della serie animata I Simpson. In realtà, come da lui detto, abita a New York senza nascondersi (come invece faceva Salinger), ma semplicemente non viene riconosciuto non essendo "personaggio pubblico".

## Biografia
Thomas Ruggles Pynchon Jr. nasce l'8 maggio 1937 a Glen Cove, sull'isola di Long Island a est di New York City, da Thomas Ruggles Pynchon Sr. (1907-1995), presidente del club locale del partito Repubblicano, e Catherine Frances Bennett (1909-1996), infermiera all'ospedale di Glen Cove. La tradizione delle cronache familiari risale molto indietro nel tempo: il primo avo riconosciuto, Pinco de Normandie, arrivò in Inghilterra dalla Francia insieme a Guglielmo il Conquistatore nell'XI secolo. La storia della famiglia negli Stati Uniti data invece al 1630, quando l'avo William Pynchon emigrò nel nuovo mondo e fondò la città di Roxbury (oggi parte di Boston) nella colonia della baia del Massachusetts.
La famiglia di Thomas Pynchon, composta anche dai fratelli minori John e Judith, si trasferisce nella vicina East Norwich, municipalità di Oyster Bay; alla Oyster Bay High School, l'adolescente Tom collabora al giornalino scolastico, The Purple and Gold, sul cui Yearbook è scritto che ama la pizza e detesta gli ipocriti, e come animale da compagnia possiede una macchina da scrivere. In particolare, Tom è il curatore di una rubrica intitolata La voce del criceto. Una delle rarissime immagini di pubblico dominio è tratta dallo Yearbook 1953 del liceo, scattata in occasione del premio Julia L. Thurston come “miglior studente maschio” dell'anno, lo stesso in cui si diploma.
Per due anni studia Fisica e Ingegneria all'Università Cornell di Ithaca (NY), uno dei college della Ivy League, rifiutando categoricamente di consegnare la propria foto per il registro delle matricole. Dimostra comunque una buona attitudine agli studi e un vorace interesse per la complessità della teoria delle particelle. Nel 1957 lascia gli studi per arruolarsi nella Marina degli Stati Uniti. Alcuni personaggi nei suoi primi romanzi sono marinai in servizio oppure appena congedati: Benny Profane in V. per esempio, ma anche il personaggio-feticcio “Pig” Bodine che rimbalza da un testo all'altro. Pynchon presta servizio alla base navale di Norfolk (Virginia) e, presumibilmente, nel Mediterraneo con la VI Flotta.
Frequenta una giovane di nome Anne Cotton, impiegata in un'agenzia di intelligence a Washington; è nei locali notturni della capitale che le insegna a apprezzare il jazz, mentre lei gli stimola l'interesse per l'opera lirica. Uno dei pochi ricordi che Pynchon scrisse di questo periodo, a parte l'ispirazione per episodi in vari romanzi, è nell'introduzione alla raccolta di racconti Slow Learner: ‘‘Certi adulti che se ne vanno in giro con laurea, divisa e mostrine, investiti di pesanti responsabilità, possono in realtà essere dei perfetti idioti. E invece i marinai di provenienza operaia, teoricamente del tutto idioti, sono molto più capaci a mostrare competenza, coraggio, umanità, saggezza e altre virtù che le classi più acculturate rivendicano per se stesse.'’

### La prima pubblicazione
Dopo il congedo, nell'autunno 1957 torna all'Università Cornell, ma invece che Ingegneria frequenta Lettere. Insieme a un compagno di studi scrive una commedia di fantascienza anti-utopistica intitolata Minstrel Island, nella quale il mondo del futuro è dominato dalla IBM. Sulla rivista per studenti Cornell Writer (della quale Pynchon è junior editor) appare nel 1959 il suo esordio letterario, The Small Rain, ispirato a un episodio nella vita di un soldato di leva; è seguito nello stesso anno da Mortality and Mercy in Vienna su Epoch, rivista letteraria del dipartimento di Inglese.
Suo amico intimo alla Cornell fu il cantautore folk Richard Fariña, il cui primo e unico romanzo pubblicato, Been down so long it looks like up to me racconta la vita degli studenti in un campus negli anni precedenti la contestazione giovanile, immediatamente riconoscibile nella Cornell: una testimonianza indiretta dunque degli anni in cui Pynchon frequentò l'università. Probabilmente segue il corso di scrittura creativa di Vladimir Nabokov, che insegna letteratura russa e europea alla Cornell fino al 1959; a differenza di Nabokov, sua moglie Vera Evseevna Slonim (che aiuta a correggere i componimenti degli studenti) ricordava ancora a distanza di anni il nome di Thomas Pynchon, e la sua calligrafia mista di corsivo e caratteri “a stampa”.

### Un lento apprendistato
Pynchon si laurea nel giugno 1959; la sua domanda per una borsa di studio della Ford Foundation, finalizzata alla scrittura di un libretto d'opera, contiene un interessante curriculum che divide in 5 fasi cronologiche successive i suoi interessi letterari: 1. storie romantiche di guerra; 2. fantascienza e positivismo ateo; 3. romanticismo (Thomas Wolfe, Francis Scott Fitzgerald); 4. (dopo il ritorno dall'esperienza militare) classicismo (Henry James, William Faulkner); 5. infine, dopo la delusione dei beatnik, satira alla Voltaire. Il suo auspicio è “adattare la fantascienza americana contemporanea al palco dell'Opera”.
Rifiutata una borsa di studio Woodrow Wilson per insegnare scrittura creativa alla stessa Cornell, e anche l'offerta di un lavoro come critico cinematografico per Esquire, Pynchon lascia il Greenwich Village di New York dove vive con amici e si trasferisce a Seattle sulla costa ovest, dove lavora da febbraio 1960 a settembre 1962 alla Boeing. Nel frattempo è già impegnato nella scrittura del suo primo romanzo, che rielabora le letture avventurose dell'adolescenza, l'esperienza militare e un gusto assolutamente postmoderno per il rapporto uomo/macchina.
Nel mese di dicembre 1960 appare su Aerospace Safety un suo intervento sulle procedure di sicurezza per i missili nucleari teleguidati CIM-10 Bomarc, nel cui servizio di comunicazione è assegnato; un suo collega di lavoro lo descrive come “un giovane taciturno e riservato, la cui apparente misantropia faceva sì che non fosse particolarmente benvoluto”. Nel frattempo continua l'attività di scrittura con Low-Lands, e si fa rappresentare dall'agente letterario Candida Donadio, la quale ha da poco scoperto Joseph Heller vendendo il suo romanzo “Comma 22”.
Nello stesso anno il racconto Entropy viene selezionato per l'antologia annuale The best American short stories, 1961: and the Yearbook of the American short story; è questo lo scritto di Pynchon più vicino alla Beat Generation alla quale anagraficamente appartiene: “Come tanti altri, passavo molto tempo nei jazz club, sorseggiando le due birre della consumazione obbligatoria. La sera mettevo occhiali da sole con la montatura di corno. Andavo alle feste nei lofts, dove le ragazze portavano strani vestiti”.
L'entropia del titolo diventa la metafora termodinamica di una sorta di equilibrio cosmico: “Uno degli effetti più perniciosi degli anni Cinquanta fu quello di convincere i giovani di allora che quel momento sarebbe durato per sempre”. A differenza degli scrittori della Beat Generation, i cui eroi o anti-eroi sono pieni di romantico furore, i personaggi di Thomas Pynchon sono impacciati, borderline, schlemihl in bilico tra paranoia e farsa: Kerouac scrive letteratura jazz, ma Pynchon vive già nel rock'n'roll. Nello stesso 1961 Pynchon pubblica un secondo racconto dal titolo Under the rose, dal latino sub rosa, eufemismo per "in segreto": è una storia scritta per un corso di scrittura creativa, un complotto in stile Belle Époque sulla falsariga delle letture di gioventù, romanzi avventurosi alla John Buchan, montati su un'ambientazione esotica mutuata dalle guide di viaggio Baedeker.

### V.
Pynchon aveva siglato nel Sessanta un contratto editoriale con J.B. Lippincott, al quale consegna l'opera su cui lavora da tempo: il lungo manoscritto di un romanzo composito, quasi una collezione di racconti montati come flashback in una cornice narrativa molto raffinata. V. è il romanzo d'esordio, postmoderno, che irrompe in quel particolare genere letterario che è il picaresco americano. Secondo Andrew Gordon l'opera, composta durante gli anni della presidenza Kennedy, testimonia l'esplosione ottimista di energia libertaria della Nuova Frontiera.” Il plot segue due protagonisti, l'ex marinaio Benny Profane, anti-eroe impacciato che vive la bohème della Beat Generation, e Herbert Stencil, avventuriero che ha trovato nei diari del padre l'allusione a una misteriosa donna il cui nome inizia per V.
Grazie a una serie di flashback, la storia si snoda fra i continenti tra la fine del XIX e la metà del XX secolo, alla ricerca di V., identificata di volta in volta in donne fatali, con personalità così forti da modificare la vita di chi le circonda: una sorta di Venere nazista, visione d'incubo dell'eterno femminino. La pubblicazione viene accolta generalmente in modo favorevole; la sua fama si incrementa con il tempo e Richard Poirier arriva a considerarla senza mezzi termini “La più magistrale opera prima nella storia della letteratura”. Una definizione efficace di questo romanzo tumultuoso e dispersivo è apparsa in una recensione contemporanea: Leggere “V.” è come prendere visione di una documentazione accademica ma inaffidabile dell'Inferno scritta da uno spettatore disinteressato, mentre liquami verbali e aneddoti su quanto più disgustoso c'è nell'umanità si alternano a digressioni sociologiche, attacchi blasfemi e sardonici alla Cristianità e leccornie freudiane.
Alla data di pubblicazione del romanzo, Pynchon ha già sviluppato quella allergia alle apparizioni pubbliche che ancora oggi lo contraddistingue dall'immensa maggioranza degli altri scrittori, e che con gli anni ha assunto riflessi paranoici. Senza considerare il criptico riserbo nei confronti della propria immagine (non esistono in circolazione foto di Pynchon più recenti dei tardi anni Cinquanta), anche i dettagli della sua biografia sono di difficile reperimento; Paul Royster della Università del Nebraska-Lincoln ha compilato nel 2006 una “breve cronologia” dei fatti della vita di Pynchon, desunta da fonti attendibili come The New York Times, The Washington Post e cataloghi di case editrici, previa verifica dei fatti e delle date. Lasciata la Boeing a settembre 1962, nei mesi che precedono e seguono la pubblicazione di “V.” Pynchon si muove tra il Messico e la vicina California, dove il 24 agosto a Portola è testimone al matrimonio di Richard Fariña che sposa la giovanissima Mimi Baez, sorella della cantautrice folk Joan Baez.
Un aneddoto riferisce la rocambolesca fuga davanti a un fotografo di Time inviato al solo indirizzo conosciuto, un albergo di Città del Messico: un giovane apre la porta della camera e dice che Mr. Pynchon sarà di ritorno entro un'ora; ma quando il giornalista torna la stanza è vuota, il conto dell'albergo saldato e c'è chi vede il suo ospite allontanarsi in tutta fretta verso le montagne su un autobus. V. è accolto molto favorevolmente dalla critica, The New York Times in testa; il 1º febbraio 1964 riceve il premio PEN/Faulkner per la narrativa come miglior romanzo, e entra tra i finalisti del National Book Award (il vincitore sarà The Centaur di John Updike). Sembra iniziato un periodo di grazia per Pynchon, anche se l'Università della California - Berkeley, respinge la sua domanda per studiare Matematica; sul Saturday Evening Post appare il 19 dicembre un altro racconto breve, “The Secret Integration”

### L'incanto del lotto 49
Secondo le testimonianze raccolte dal professor Andrew Gordon, Pynchon nella sua 'peripatetica vita' della prima metà degli anni Sessanta arriva a Berkeley, e per tutto il decennio rimane a contatto con la controcultura che avrebbe dato origine al fenomeno hippie. In questo milieu sarebbe maturata la scrittura della sua seconda opera lunga (un racconto trattato come un romanzo, secondo l'autore), alla quale avrebbe lavorato affrettatamente per ragioni squisitamente economiche mentre già scriveva L'arcobaleno della gravità. L'incanto del lotto 49 viene anticipato da due pubblicazioni parziali: The World (this one), the Flesh (Mrs. Oedipa Maas) and the Testament of Pierce Inverarity appare come racconto a sé stante su Esquire nel dicembre 1965, e The Shrink Flips su Cavalier a marzo dell'anno seguente, con brevissimo anticipo sull'uscita del volume.
Il romanzo, molto più breve dei precedenti e dei successivi, è la storia di una giovane californiana di nome Oedipa Maas che riceve l'incarico di esecutrice testamentaria di un suo ex; tra un sopralluogo e l'altro per verificare l'eredità, che sembra estendersi ovunque fino a comprendere (teme Oedipa) l'intera America, la donna viene a conoscenza di un vasto complotto segreto per boicottare e sostituire il servizio postale federale, le cui radici affondano nei secoli. La paranoia è la chiave d'interpretazione di questa pietra miliare del postmoderno, che viene anche annoverata tra gli antesignani del cyberpunk. Il romanzo di Pynchon esce in libreria un giorno prima di quello dell'amico Richard Fariña: L'incanto del lotto 49 il 27 aprile 1966, e il giorno successivo Così giù che mi sembra di star su, l'opera di Fariña ambientata alla Cornell. Il 29 aprile Pynchon e Fariña si sentono al telefono, complimentandosi a vicenda per la pubblicazione; il giorno successivo, 30 aprile 1966, Fariña firma autografi alla libreria di Carmel, poi ottiene un passaggio sulla motocicletta di un conoscente. In una curva pericolosa i due escono di strada. Il giovane scrittore rimane ucciso sul colpo. Thomas Pynchon è fra quelli che portano il feretro al funerale, e nel 1984 scriverà una bella prefazione per una riedizione del romanzo di Fariña.
Il 12 giugno sul New York Times Magazine esce A journey into the mind of Watts, un lucido intervento di Pynchon sui sanguinosi disordini razziali che nel 1965 sconvolgono la periferia nera di Los Angeles. Nel maggio 1967 L'incanto del lotto 49 vince il premio della Richard and Hinda Rosenthal Foundation. Pynchon cambia editore e sottoscrive un contratto con Viking Press. Andrew Gordon, attualmente professore associato di inglese all'Università della Florida, ricorda il suo incontro con Thomas Pynchon nel giugno 1967 a Berkeley, a casa di una comune amica (che più tardi rivelò una breve relazione con lo scrittore nel 1965) dove fumarono hashish insieme: lo descrive come un giovane alto 1,90 vestito con camicia e calzoni di velluto verde a coste, folti capelli castani e un paio di grossi baffi per coprire i denti dei quali all'apparenza si vergognava.
Silenzioso e osservatore, Pynchon afferrò un'allusione di Gordon a Beautiful Losers, il secondo e recente romanzo del cantautore Leonard Cohen. Nel 1968 un gruppo di scrittori e editori statunitensi acquista due intere pagine sul New York Post e sulla New York Review of Books: 447 nomi che si impegnano pubblicamente a un'obiezione di coscienza fiscale contro la progettata tassa aggiuntiva sul reddito del 10% a fini bellici, perché “il coinvolgimento americano in Vietnam è moralmente sbagliato”: tra le firme, anche quella di Thomas Pynchon.

### L'arcobaleno della gravità
Secondo il giornalista Garrison Frost, che cura The Aesthetic, sito della scena artistica della Los Angeles South Bay, Thomas Pynchon vive tra il 1969 e il 1970 al limite settentrionale di Manhattan Beach, poco a sud di Venice, a stretto contatto con la controcultura hippie. La scrittura de L'arcobaleno della gravità sarebbe dunque maturata in un appartamentino dell'immensa periferia di Los Angeles, dove Pynchon vivrebbe, più che in una situazione di volontaria reclusione, in una vera e propria invisibilità. Oltre a non concedere interviste né lasciarsi fotografare, è possibile mettersi in contatto con lui solo grazie al suo agente. Una leggenda metropolitana racconta che Norman Mailer, dopo avere insistito in maniera aggressiva per un incontro, riuscì finalmente a ottenere un indirizzo e si presentò di persona; suonò il campanello e batté inutilmente al portone, e quando stava per andarsene i vicini dissero che avevano visto un uomo allontanarsi dopo essere saltato giù dalla finestra del secondo piano sul retro.
A Manhattan Beach, Pynchon avrebbe vissuto in un piccolo appartamento da studente di fronte alla spiaggia; nella testimonianza raccolta da Frost, secondo la proprietaria della prima casa il suo inquilino è un liberal, un uomo simpatico, molto magro e alto, balbuziente quando non è a suo agio, che aiuta i bambini con i compiti scolastici. Quando si trasferisce a qualche isolato di distanza, al n 217 della 33rd Street, continua a appoggiare la posta all'indirizzo precedente per non fare sapere nulla alla sua agente; poi dopo qualche anno va a abitare altrove (secondo la proprietaria di casa Evelyn Guy, a Big Sur). Secondo John Yewell, l'autore avrebbe vissuto a lungo a Aptos, poco a sud di San Francisco, in quella contea di Santa Cruz che somiglia veramente molto all'immaginaria Vineland dove sarà ambientato il suo romanzo che chiude gli anni Ottanta; tra l'altro il suo numero di telefono e l'indirizzo sarebbero apparsi sull'elenco telefonico, senza molto sforzo per tenerli nascosti.
A gennaio 1972, Pynchon consegna alla Viking Press un manoscritto intitolato Mindless Pleasures: è la prima stesura di quello che diventerà la sua opera più famosa, vero e proprio ombelico del postmoderno letterario, Gravity's Rainbow (L'arcobaleno della gravità).. Il testo originale è manoscritto su carta millimetrata per disegni tecnici. L'arcobaleno del titolo è la curva a parabola percorsa da un missile dal lancio al momento in cui colpisce un bersaglio: il lungo romanzo è infatti incentrato sulla V2 (la cui vera denominazione era A4), il razzo-bomba costruito dalla Germania nazista nell'ultimo anno della seconda guerra mondiale e utilizzato soprattutto per colpire Londra.
Il protagonista Tyrone Slothrop è un ufficiale dell'esercito USA di stanza in Inghilterra, che avendo subito in età infantile un condizionamento sperimentale a carattere sessuale, rivela una sensibilità al limite del paranormale nei confronti delle V2, la cui tecnologia è sviluppata dalla medesima industria multinazionale che aveva commissionato l'esperimento: c'è una impressionante coincidenza tra i luoghi colpiti dalle bombe-razzo tedesche e gli appuntamenti a sfondo erotico di Slothrop con donne inglesi, una sorta di riflesso pavloviano. Se non si considera l'ostacolo della lingua del successivo Mason & Dixon, senz'altro questo è il romanzo di più difficile fruizione: trascina il lettore nei cervelli malati di soldati, scienziati, perdenti, puttane e altri ancora durante la Seconda guerra mondiale, quando la scienza era sul punto di Cambiare Tutto.
Gravity's Rainbow esce negli USA il 28 febbraio 1973, e porta in prima pagina la dedica a Richard Fariña; l'anno successivo vince il National Book Award per la narrativa (pari merito con Isaac Bashevis Singer, Una corona di piume); siccome l'autore è irreperibile, il presidente di Viking Press Tom Guinzberg si accorda con l'attore Irwin Corey (il maggior Esperto Mondiale su Tutto) per il discorso di accettazione alla cerimonia di premiazione il 18 aprile 1974 al Lincoln Center di New York City; Pynchon accetta la provocazione. Dal momento che nessuno conosce la sua fisionomia, prima che i presenti capiscano che non si tratta dello scrittore passano almeno un paio di minuti; Corey pronuncia un'orazione sconclusionata citando Nixon, Arthur Miller, Karl Marx e Groucho Marx, Kissinger, Brežnev e Truman Capote, accettando il premio per conto di Richard Python; mentre parla, un esibizionista nudo attraversa di corsa il palco..
Anche i tre componenti la giuria del premio Pulitzer per la narrativa lo votano all'unanimità, ma la scelta viene cassata dai 14 membri dell'Advisory board che giudicano il romanzo "illeggibile, pomposo, prolisso e osceno": il premio risulta "non assegnato" nel 1974. Intanto Pynchon continua la sua ostinata vita da recluso; nel 1975 rifiuta per iscritto la medaglia William Dean Howells dell'Accademia americana di Arti e Lettere, assegnata con cadenza quinquennale alla migliore opera narrativa degli anni precedenti: "La medaglia Howells è un grande onore e inoltre, essendo d'oro, probabilmente una buona difesa dall'inflazione. Ma non la voglio. Per favore non imponetemi qualcosa che non voglio. Fa sembrare arbitraria l'Accademia e scortese il sottoscritto... Lo so che dovrei comportarmi con più classe, ma sembra che ci sia un solo modo di dire no, e questo è No." L'Accademia conferma tuttavia il premio e oggi la medaglia è ancora custodita alla sede newyorchese dell'istituto.
Il romanzo appare addirittura tra i finalisti del premio Nebula di fantascienza (il vincitore quell'anno risulta Incontro con Rama di Arthur C. Clarke). Il numero di marzo 1977 di Playboy contiene un articolo di Jules Siegel, compagno di università alla Cornell, intitolato Chi è Thomas Pynchon... e perché ha preso il volo con mia moglie? Contiene affermazioni difficili da verificare, e che Pynchon mai si sognerebbe di smentire dal momento che contribuiscono a sfumare nell'incertezza le poche informazioni a disposizione: Siegel sostiene per esempio che da ragazzo Pynchon era cattolico, andava a messa e si confessava, che quando viveva in Messico era soprannominato Pancho Villa a causa dei folti baffi a manubrio, e che ebbe una relazione con la moglie di Siegel stesso, Chrissie Wexler; questa avrebbe ispirato almeno due scene di L'arcobaleno della gravità, cioè il look Shirley Temple di Bianca, la minorenne che vorrebbe fuggire con Slothrop, e l'episodio della camicia sfilata in automobile per rimanere in topless.

### Gli anni Ottanta
Nel 1983 scade il contratto di rappresentanza con l'agenzia letteraria, che Pynchon decide di non rinnovare; qualche anno più tardi, Candida Donadio vende a un collezionista per 45.000 dollari il dossier di 120 lettere che Pynchon ha scritto alla sua agenzia durante 24 anni. In una di queste, divulgata da Mel Gussow sul New York Times, lo scrittore medita di consegnare alla stampa una finta biografia: Nato in Messico da Irving Pynchon e Guadalupe Ibarguengotia, è stato nominato “danzatore esotico dell'anno” nel 1957. In seguito a questo episodio, Pynchon otterrà dalla Morgan Library, entrata nel frattempo in possesso delle lettere, di non divulgarle prima della sua morte. Pynchon si trova un nuovo agente letterario: Melanie Jackson, bis-nipote di Theodore Roosevelt e nipote del Pubblico ministero al processo di Norimberga, Robert H.Jackson.; è lei a vendere per 150.000 dollari all'editore Little, Brown & Co. l'unica raccolta di racconti brevi, Slow Learner (Un lento apprendistato).
Pubblicato nel 1984, il volume include cinque racconti, tutti quelli già editi con l'esclusione di Mortality and Mercy in Vienna e di quelli nel frattempo incorporati all'interno dei romanzi. Pynchon continua a manifestarsi soltanto tramite interventi sulla stampa, per esempio la recensione di L'amore ai tempi del colera di Gabriel García Márquez sulla New York Times Book Review; oppure l'interessante Is it O.K. to be a luddite? pubblicato il 28 ottobre 1984 sulla stessa rivista, in cui preconizza che la rivoluzione tecnologica dei personal computer non provocherà il rifiuto luddista che da secoli caratterizza l'introduzione di macchine di nuovo tipo.
Nel 1984 Helen Dudar pubblica un pezzo che pecca di sensazionalismo sul Chicago Tribune, frutto di interviste con alcuni conoscenti di Pynchon.: “Un uomo irrequieto, senza radici, che vive il più possibile libero da vincoli: di luogo in luogo, da costa a costa in stanze in prestito o subaffitto. Sembra entrare e uscire dalle vite altrui come se fossero fermate in un'autostrada transcontinentale […] di buona compagnia, cuoco piuttosto abile che tende al vegetarianesimo. Si aspetta che gli amici tengano fede alla sua brama di anonimato, presentandolo ai propri conoscenti con i falsi nomi che usa di solito.”

### Vineland
Nel 1988 Pynchon ottiene la borsa di studio della Fondazione John and Catherine MacArthur, cosiddetta “genius grant”, una sorta di retribuzione per favorire il lavoro creativo in diversi campi dell'intelletto umano: un vero e proprio “stipendio” di 310.000 dollari ripartiti in cinque anni. Intanto per tutto il decennio lavora a un nuovo libro, un omaggio agli anni Sessanta e a quello che hanno significato per gli Stati Uniti. L'ambientazione naturalmente non può che essere la California, lo Stato dove Ronald Reagan è stato eletto governatore molto prima di arrivare alla presidenza degli Stati Uniti.
Vineland appare nel febbraio 1990, a 17 anni di distanza da L'arcobaleno della gravità. La scrittura è più semplice, lo stile più diretto, pur in presenza di una trama sofisticata e sinuosa, arricchita da episodi quasi surreali: su una storia apparentemente lineare (un hippie di mezza età che vive di sussidi pubblici viene avvertito che la sua ex moglie, collaboratrice di giustizia, potrebbe tornare a casa perché i fondi federali per la protezione dei testimoni sono finiti) si innesta una fioritura di episodi e divagazioni che mettono in scena UFO, morti viventi, mostri tipo Godzilla, monasteri di suore dedite alle arti marziali, campi di detenzione illegali, panetti di hashish grandi come il monolite di 2001: Odissea nello spazio e molto altro. Come L'arcobaleno della gravità aveva puntato il dito sullo spartiacque sulla fine della modernità, così Vineland è ambientato alla fine dell'utopia più concreta che mai gli Usa abbiano visto, la controcultura degli anni Sessanta.
Il termine degli anni Ottanta porta con sé un profondo cambiamento di stile di vita per Thomas Pynchon, il che tuttavia non implica un atteggiamento più conciliante nel rapporto con i media: poco dopo l'uscita di Vineland lo scrittore sposa la sua agente letteraria Melanie Jackson, e senza alcuna pubblicità torna a vivere a New York City. Il 18 maggio 1991 diventa padre, a 54 anni di età, di Jackson Pynchon. Thomas Ruggles Pynchon senior muore il 21 luglio 1995, e la madre lo segue l'anno successivo, novembre 1996. Il fatto che ora Pynchon abiti in una grande metropoli gli garantisce l'anonimato, e al tempo stesso stimola l'istinto dei giornalisti che lo sentono a portata di mano.
Con ricerche condotte sul campo, nell'Upper West Side di Manhattan, cronisti del New York Magazine e The Times mettono sulle sue tracce una telecamera della CNN che effettua alcune riprese dello scrittore per mano con il figlio. Pynchon chiede alla CNN di rispettare la sua privacy e viene accontentato, anche se un breve filmato appare su YouTube: un uomo sui sessanta, alto, con un cappello da baseball rosso e blue-jeans che cammina in una via trafficata. Nella sua richiesta, sostiene che la definizione “recluso” è solo un'invenzione giornalistica, mentre lui vive in pubblico nell'anonimato della grande città, cammina per strada e usa la metropolitana, fa acquisti nei negozi di prossimità senza nascondersi.

### Mason & Dixon
Dopo Vineland, Pynchon lavora a lungo un nuovo romanzo, forse un progetto che tiene nel cassetto da anni, molto diverso dai precedenti e da quelli che seguiranno, il punto di non ritorno della poetica postmoderna americana. La tensione della sua scrittura non si spingerà mai più oltre l'impressionante risultato narrativo di Mason & Dixon. Per la prima volta un romanzo storico, ambientato a fine Settecento, scritto in una lingua raffinata, ricalcata sull'inglese dell'epoca sia nell'ortografia che nello stile che nelle norme tipografiche (spesso i sostantivi hanno la maiuscola, come nelle edizioni originali di Jonathan Swift o Henry Fielding). Una grossa sorpresa per chi è abituato alla ‘voce’ rock'n'roll di Pynchon.
I protagonisti sono due personaggi storici minori: l'astronomo Charles Mason e l'agrimensore Jeremiah Dixon, entrambi inglesi, incaricati dalla Royal Society di tracciare con precisione astronomica la linea di confine tra due colonie americane, Pennsylvania e Maryland: quella che sarà nota appunto come Linea Mason-Dixon), lo spartiacque tra i territori in cui la schiavitù è legale (a sud) e quelli in cui è vietata (a nord). Nel lungo romanzo la Mason-Dixon diventa una metafora delle divisioni che ancora oggi attraversano gli Stati Uniti, le cui agonie e glorie sono implicite nel modo in cui furono fondati: “un perfetto distillato delle ironie di fede e disperazione che definiscono l'America dell'anima, una Repubblica della Ragione amministrata da Cristiani Rinati”.
Una riflessione su cosa significhi essere statunitensi oggi, dunque, in cui l'astrazione della divisione del mondo diventa metafora delle molte dicotomie americane: schiavi e proprietari, razzisti e abolizionisti, possidenti e nullatenenti, le mille incarnazioni che separano chi ha il potere da chi non ce l'ha, come pure il tentativo arbitrario di stabilire un confine netto tra retorica e filosofia. Un libro ricco, equivoco, irragionevole e grande come l'America, che potrebbe forse diventare il Grande Romanzo sull'America” Nel 2001 il regista svizzero Donatello Dubini produce un film di 96' intitolato Thomas Pynchon: a journey into the mind of P.
Nel 2003 lo scrittore rompe parzialmente l'embargo ai media, prestandosi al gioco di apparire in audio nella sitcom d'animazione I Simpson, il cui sceneggiatore John Swartzwelder è un altro grande allergico alla celebrità che vive da “recluso”. Pynchon dà voce al personaggio di se stesso nell'episodio della XV stagione Incertezze di una casalinga arrabbiata (mandato in onda il 25 gennaio 2004 negli USA, il 31 maggio 2005 in Italia) e nell'episodio della XVI serie Tutto è lecito in guerra e in cucina (14 novembre 2004 USA, 3 novembre 2005 Italia): con la testa nascosta in un sacchetto di carta, a una domanda sul romanzo scritto da Marge Simpson risponde con accento newyorchese: “Thomas Pynchon ama questo libro allo stesso modo in cui ama le macchine fotografiche”.
È significativo il contrasto fra questo cameo televisivo e l'ostilità che in Vineland viene dimostrata al mezzo TV, sempre definito spregiativamente nell'originale inglese the Tube, “il tubo (catodico)”: “E si udivano altri vegliardi dibattere la perenne questione se gli Stati Uniti tuttora indugiassero in un crepuscolo prefascista o se le tenebre fossero già calate diversi anni prima e la luce che sembrava di vedere provenisse soltanto da milioni di Televisori tutti mostranti le medesime ombre e vivaci colori.”. Non si deve essere lontano dalla realtà se si prova a immaginare che queste comparse in TV siano un regalo al figlio Jackson, che nel frattempo frequenta un liceo d'élite, la Collegiate School di Manhattan.

### Contro il giorno
Il romanzo successivo, il più lungo della sua rarefatta bibliografia (1127 pagine nell'edizione italiana rilegata), è anticipato dalla veloce apparizione di un “libro rilegato di Thomas Pynchon ancora senza titolo” nel sito della libreria online Amazon, annuncio cancellato quasi subito. Il trafiletto di poche righe, firmato da Pynchon stesso, riporta tra l'altro: "I protagonisti si arrestano per cantare quelle che sono soprattutto canzoni stupide. Si verificano strane pratiche sessuali. Si parlano linguaggi oscuri, non sempre caratteristici. Accadono fatti contrari a ogni evidenza. Se non è il nostro mondo, è ciò che potrebbe essere con qualche aggiustamento minore. Secondo alcuni, questo è ciò che la letteratura dovrebbe essere. Lasciate che il lettore decida, ma mettiamolo in guardia. Buona fortuna".
Il libro in questione è il monumentale Contro il giorno, apparso il 21 novembre 2006. Complesso e gravido di personaggi come L'arcobaleno della gravità, un mostro di trame che si intrecciano, indizi che si perdono, spunti storici trattati con la solita, impressionante capacità di resa realistica, il libro segue le vicende di una quantità di protagonisti tra il 1893 e la fine della prima guerra mondiale, risolta in maniera sbrigativa negli ultimissimi capitoli. Pynchon sembra tornare alle teorie del complotto, al grande gioco di inizio secolo tra le potenze imperialiste per la spartizione delle colonie, ma c'è anche la seconda rivoluzione scientifica, la repressione del movimento operaio statunitense, viaggi nel tempo, l'asteroide di Tunguska, antiche colonie veneziane sepolte sotto i deserti dell'Asia centrale, e le proprietà quasi magiche di un minerale, lo spato d'Islanda, che preconizzano gli aspetti apparentemente irrazionali della successiva meccanica quantistica. Non c'è dubbio tuttavia che la lettura sia meno ostica di Mason & Dixon e L'arcobaleno della gravità, i cui straordinari anacoluti non rappresentano solo uno stile letterario, ma un vero e proprio procedimento linguistico che raggiunge risultati di stupefacente bellezza.
Considerando alla luce delle successive pubblicazioni la parabola letteraria di Pynchon, come un arco(baleno) che attraversa la letteratura americana di fine millennio, Contro il giorno è forse il punto di non ritorno, il Brennschluss del postmoderno; il momento oltre il quale una nuova espansione di esplosiva anarchia creativa rischierebbe di trasformare Pynchon in una caricatura di se stesso, più realista del re. Probabilmente l'autore se ne è reso conto nel corso della scrittura, che ha caricato di tutti i luoghi comuni pynchoniani.
Il lettore si trova continuamente davanti a uno spostamento dei termini della narrazione, ogni nuovo gadget letterario espande il mondo del romanzo fino ai confini del mondo reale che a un certo punto appaiono insufficienti, tanto è vero che la narrazione si sposta (apparentemente) su un’Altra Terra. Naturalmente è anche possibile considerare questo romanzo in qualche modo un prequel di L'arcobaleno della gravità, anche se tra il termine di uno e l'inizio dell'altro intercorrono oltre vent'anni: poco male, in quel lasso di tempo si possono incastrare alcuni capitoli di V., l'altro romanzo di Pynchon con ambizioni massimaliste, planetarie.

### Vizio di forma
Con l'uscita di Contro il giorno, il sesto romanzo in 43 anni, risulta evidente che la ragione per cui nessuno degli scrittori che si muovono nelle sue orme ha altrettanto successo è dovuta al fatto che Pynchon è più impegnato e politicamente più radicale; inoltre, sembra irrilevante che la sua visione del potere risulti manichea, caricaturale e generatrice di complotti. Contro il giorno è in fin dei conti decisamente “contro il presente”. La mole di Contro il giorno è tale che prima ancora della sua traduzione e pubblicazione in Italia, negli USA è già uscito il romanzo successivo.
In un tempo assolutamente record, forse grazie alla semplicità della scrittura rispetto allo standard dell'autore, Inherent vice è nelle librerie statunitensi il 4 agosto 2009. In questo caso, davvero nessuno può negare la vistosa cesura con il passato: né i lettori, né i fan, né tantomeno la critica. La scrittura pirotecnica è soltanto un ricordo, il presente è uno stile tranquillo, favorito dalla trama: la linearità sequenziale di un'indagine hard boiled condotta da un detective di Los Angeles incaricato di alcuni casi, le cui soluzioni si intrecciano inevitabilmente. Il protagonista di Vizio di forma è Doc Sportello, un investigatore privato californiano degli anni Sessanta, l'età d'oro dell'autore, un personaggio che sembra prelevato di peso da Raymond Chandler.
Per la prima volta l'uscita del libro è preannunciata da un vero e proprio trailer distribuito anche su YouTube: un'automobile percorre le strade della costa californiana e una voce fuori campo recita un testo che non è tratto dal romanzo, ma che la Penguin Press rivela essere scritto dall'autore stesso. Non solo, anche la voce è quella di Thomas Pynchon, come già ha scoperto The Wall Street Journal sottoponendo il videoclip a un ingegnere del suono che l'ha confrontato con la registrazione degli episodi Simpsons.
Sembra che i colleghi di Pynchon lo aspettassero al varco: “Benvenuto fra noi” saluta lo scrittore Michael Connelly: “Io sono felice e orgoglioso che Pynchon si unisca a noi. Quando uno scrittore scopre quello che noi giallisti abbiamo capito da tempo – e cioè che il crimine racconta l'America meglio di tanti altri generi, compresa la cosiddetta “fiction letteraria” – io sono davvero felice.” È significativo che proprio con Vizio di forma per la prima volta Hollywood abbia intrapreso la riduzione cinematografica di un suo romanzo, con la regia di Paul Thomas Anderson. In realtà questa è una lettura superficiale che non tiene conto del pregresso dell'autore.
Come nel noir classico, Pynchon procede per accumulo, ma la direzione della trama non va dall'indeterminatezza all'ordine, o quantomeno alla comprensione, bensì verso il caos puro, perché ciò che gli interessa non è una soluzione, giudiziaria o narrativa, ma ricreare il mondo perduto della California anni sessanta, che scolpisce con una quantità di dettagli possibili solo a chi ha vissuto direttamente quegli anni, con la speranza di riportare in vita una sorta di Atlantide scomparsa dalla faccia del mondo. E non lo dissuade il fatto che per fare questo debba passare attraverso la dissoluzione della trama poliziesca. Tim Ware, il curatore del documentatissimo sito pynchonwiki, ha confrontato la trama con la cronaca delle partite di playoff di basket della NBA più volte citate nei capitoli, arrivando a una scoperta: la linea temporale di Vizio di forma inizia il 24 marzo e termina l'8 maggio 1970, però con un vero e proprio “buco” di ben tre settimane dal 6 al 24 aprile, coperto da una singola frase: “La situazione fu assurda per qualche giorno”.
Che l'accuratezza dimostrata nel situare, seppure in maniera indiretta tramite le partite di basket, il flusso temporale del romanzo possa trascurare una falla di queste dimensioni è quantomeno sospetto, viene da pensare che il testo nasconda una sotto-struttura segreta, ancora per la maggior parte criptata. Tim Ware ha cominciato a svelarla, definendolo “un romanzo di redenzione e risurrezione” dal momento che coincide quasi esattamente (e in Pynchon nulla sembra davvero casuale) con il periodo che Gesù Cristo trascorse sulla Terra dopo la resurrezione, tra Pasqua (26 marzo) e l'Ascensione (7 maggio).

### La cresta dell'onda
Il breve lasso intercorrente tra Contro il giorno e Vizio di forma si riflette anche nella lavorazione del romanzo successivo, per la prima volta ambientato interamente a New York City, nell'Upper West Side; è qui che Pynchon vive senza nascondersi ma senza concedersi al pubblico, con la moglie e il figlio Jackson che nel maggio 2013 si laurea alla Columbia University dopo un anno al Vassar College di Poughkeepsie. La cresta dell'onda (Bleeding edge) esce negli USA il 17 settembre 2013. Appena l'argomento del nuovo libro diventa di pubblico dominio, tutti si rendono conto che avrebbero dovuto aspettarselo: chi se non Pynchon potrebbe cimentarsi con l'evento che ha giustificato lo stato di sorveglianza poliziesca del XXI secolo?
E considerato anche che l'attentato alle Torri del WTC è avvenuto a New York, che le teorie di complotti ben più vasti del terrorismo mediorientale sono l'humus della sua letteratura, e che la paranoia ne è il nutrimento, ecco pronto il menu: un romanzo scritto intorno alla voragine che si è aperta nella storia statunitense, sull'emergere del Nuovo Ordine tecno-politico: “Il tardo capitalismo è un racket piramidale su scala globale”, scrive Pynchon strizzando l'occhio a Marx.

## Curiosità
Il 20 novembre 2013 la Committee for Small Body Nomenclature (CSBN) dell'Unione Astronomica Internazionale ha battezzato in suo onore - su proposta dello scopritore - l'asteroide della fascia principale 152319 Pynchon, precedentemente noto con la sigla 2005 UH7, scoperto il 29 ottobre 2005 dall'astrofilo napoletano Ernesto Guido.

## Opere
- V. (Lippincott, 1963), Bompiani, 1965 [ried. Rizzoli 1992 e rist. Einaudi ("Stile Libero"), 2017]
- L'incanto del lotto 49 (The Crying of Lot 49, Lippincott, 1966), Bompiani, 1968  [ried. Mondadori, 1988, rist. E/O, 1996 e ried. Einaudi ("Stile Libero"), 2005, rist. Einaudi ("ET Scrittori"), 2023]
- L'arcobaleno della gravità (Gravity's Rainbow, Viking, 1973), Rizzoli, 1999 [rist. BUR-Rizzoli 2001, 2007, ("Rizzoli la scala") 2013,("BUR Contemporanea") 2015, ("BUR Letteraria") 2025]
- Un lento apprendistato (Slow Learner, Little, Brown & co., 1984), E/O, 1988 [ried. Einaudi ("Stile Libero"), 2007 e rist. Einaudi ("ET Scrittori", 2025][77]
- Vineland (Little, Brown & co., 1990), Rizzoli, 1991 [rist. Einaudi ("ET Scrittori"), 2021]
- Mason & Dixon (Henry Holt & co., 1997), Rizzoli, 1999 [rist. Einaudi ("ET Scrittori"), 2024]
- Contro il giorno (Against the Day, Penguin, 2006), Rizzoli, 2009 [rist. Einaudi ("ET Scrittori"), 2020]
- Vizio di forma (Inherent Vice, Penguin, 2009), Einaudi ("Stile Libero"), 2011
- La cresta dell'onda (Bleeding Edge, Penguin, 2013), Einaudi ("Stile Libero"), 2014
- Shadow Ticket (Penguin, 2025)

## Studi critici
- Avolio, Carlo, 'Shall I project a world?' Thomas Pynchon e la poetica della paranoia, in "estetica. studi e ricerche" n. 2/2011, DOI 10.4434/ESR.20396635.022011.09.
- Avolio, Carlo,  'Mason & Dixon': narrazione, storia e verità (PDF). URL consultato il 30 gennaio 2018 (archiviato dall'url originale il 1º febbraio 2014)., in Impossibilia. Revista Internacional de Estudios Literarios, 3, aprile 2012, pp. 183–196 ISSN 2174-2464.
- Alfano, Giancarlo e Carratello, Mattia (a cura di), La dissoluzione onesta. Scritti su Thomas Pynchon. Cronopio, Napoli 2003.
- Simonetti, Paolo, Strade geroglifico e paranoia postmoderna, in Fictions. Studi sulla narratività" VI 2007: 39-50.
- Simonetti, Paolo, L'arcobaleno della paranoia. Dalla paranoia di ''Gravity's Rainbow'' alla dietrologia di ''Underworld'', in Acoma. Rivista internazionale di studi nord-americani, 35, XV, Winter 2008.
- Simonetti, Paolo, Paranoia blues. Trame del postmodern americano, Aracne, Roma 2009.
- Simonetti, Paolo, Supereroi postmoderni. Letteratura e graphic novel negli Stati Uniti, in "Fictions. Studi sulla narratività" IX, 2010.
- Simonetti, Paolo, 'Bye Bye Black Dahlia': Pynchon, Coover e il 'vizio intrinseco' della detective fiction, "Fictions. Studi sulla Narratività", Vol. X, Anno 2011, pp. 45-54.
- Trainini, Marco, A silent extinction. Saggio su L'arcobaleno della gravità di Thomas Pynchon, prefazione di Fabio Vittorini, Arcipelago Edizioni, Milano 2010.
- Trainini, Marco, Pynchon, Castelvecchi, Roma, 2020. ISBN 978-8832900248
- Trainini, Marco, «Ogni attrazione è reciproca». Quattro esempi di affinità negli adattamenti: Cosmopolis, Vizio di forma, Burning, Old Boy, in Mediamorfosi. Adattamenti, trasposizioni e franchise nell’era della convergenza, a cura di Andrea Chiurato e Federico Bortolini, Pàtron, Bologna, 2023. ISBN 978-8855536189